# Station Eisden
Station Eisden is een voormalig spoorwegstation langs spoorlijn 21B (Boxbergheide - Eisden) in Eisden, een deelgemeente van de gemeente Maasmechelen.
Het stationsgebouw was oorspronkelijk in hout opgetrokken. Na een brand werd het vervangen door een stenen gebouw.
Nadat het station in 1983 werd gesloten voor het reizigersverkeer, bleef het goederenstation nog enkele jaren open. Op 18 december 1987 vertrok de laatste trein met steenkool naar de cokesfabriek van Marchienne-au-Pont. 
Tot 2014 werden op de lijn nog toeristische ritten met oud spoorwegmaterieel gereden onder de noemer Kolenspoor. Het was tevens vanaf juli 2009 een eindpunt van het spoorfietsen, tussen station As en station Eisden, tot deze verhuisden naar spoorlijn 20 in Munsterbilzen.
In het stationsgebouw is een horeca-zaak gevestigd. Vanaf hier vertrekken wandelpaden door het Mechelse Bos.

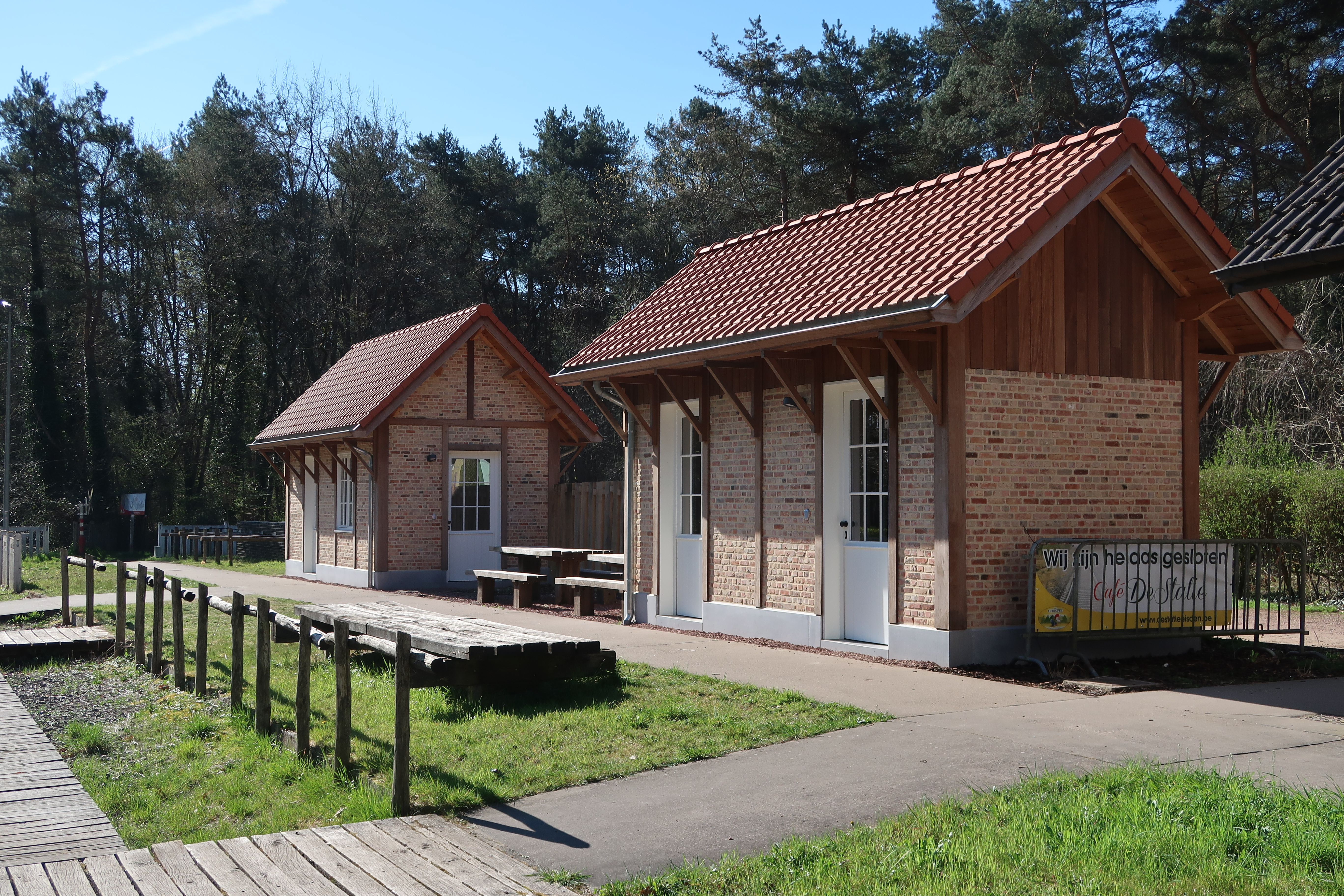
De bijgebouwtjes uit 1926 werden verbouwd tot Trekkershutten

## Aantal instappende reizigers
De grafiek en tabel geven het gemiddeld aantal instappende reizigers weer op een week-, zater- en zondag.
| Tabel: aantal instappende reizigers station Eisden | Tabel: aantal instappende reizigers station Eisden | Tabel: aantal instappende reizigers station Eisden | Tabel: aantal instappende reizigers station Eisden |
|                                                    | Weekdag                                            | Zaterdag                                           | Zondag                                             |
| -------------------------------------------------- | -------------------------------------------------- | -------------------------------------------------- | -------------------------------------------------- |
| 1977                                               | 44                                                 | 30                                                 | 57                                                 |
| 1978                                               | 57                                                 | 21                                                 | 67                                                 |
| 1979                                               | 27                                                 | 12                                                 | 38                                                 |
| 1980                                               | 49                                                 | 10                                                 | 19                                                 |
| 1981                                               | 23                                                 | 10                                                 | 34                                                 |
| 1982                                               | 15                                                 | 0                                                  | 0                                                  |

0,0: As ·
5,8: Eisden